# 倉慈
倉 慈（そう じ、生没年不詳）は、中国後漢末期から三国時代の魏にかけての武将・政治家。字は孝仁。揚州九江郡寿春県の人。

## 経歴
初め（袁術が寿春を支配していた時に）郡吏となった。建安年間（196年 - 220年）、曹操が寿春でも屯田を始めた時に、倉慈は綏集都尉に任命された。黄初年間（221年 - 227年）末期に長安県令となると、清廉・簡潔で筋目の通った統治を行なったので、官僚や民衆から畏れられ、かつ愛された。
太和年間（227年 - 233年）、敦煌太守に任ぜられた。敦煌は地理的に西の果てであるばかりでなく、長く続く戦乱で朝廷（政府）の支配が及ばなくなっていた。敦煌太守が空席になって20年に及んでいため、地元の豪族が勢威を誇ることが慣わしになっていた。魏の建国後、尹奉が敦煌太守に赴任したが、旧習を変えることはできなかった。
倉慈が後任として着任すると、豪族の抑え付けと貧民救済を同時に行ない、理に適う施策を行なった。また豪族が広大な土地を持ち、貧民が立錐の余地さえ無い狭い土地しか持っていなかったので、土地の再分配を行なった。
敦煌では訴訟が多く、多くが県では処理できず郡に持ち込まれていた。倉慈は自ら訴訟を処理し、また刑事訴訟では過重な判決を出すことなく、死刑になる者を年間一桁に留まらせた。
以前は西域の非漢民族が朝貢・交易を望んでも、地元豪族が中央政府に従っていなかったため、通行することができなかった。敦煌をはじめ、西域に通じる地域を魏が一応の支配下に置いて交易が再開されても、豪族たちが詐欺や押し買いを働いたため、非漢民族らは大いに恨んだ。倉慈は首都の洛陽に出向きたい者には過所（通行証）を発行し、通行の安全を保証するため官吏・民衆を組織して護衛とした。郡から帰還したい者には、役所で平等に世話をした。民衆・非漢民族らはともに倉慈を讃えた。
数年後、在官のまま死去した。民衆は遺影を描いて倉慈を慕い、非漢民族に至っては剣で顔面を傷つけ、血の忠誠の証とした者もいた。
『魏略』によると、倉慈の後任に王遷が、王遷の後任に趙基が赴任し、倉慈の手法を見習ったが、いずれも及ばなかった。趙基の後任となった皇甫隆は、まだ敦煌には未導入だった耬犁の作り方や灌漑の仕方などを教え、また生地に無駄のない服の織り方も導入した。敦煌では、皇甫隆が倉慈に次ぐ者として評価された。